# Legio X Fretensis
Die Legio X Fretensis war eine Legion der römischen Armee, die 41/40 v. Chr. von Octavian, dem späteren Augustus, aufgestellt wurde, um in den Bürgerkriegen zu kämpfen, die den Untergang der römischen Republik begleiteten. Die Legion bestand mindestens bis ins frühe 5. Jahrhundert.

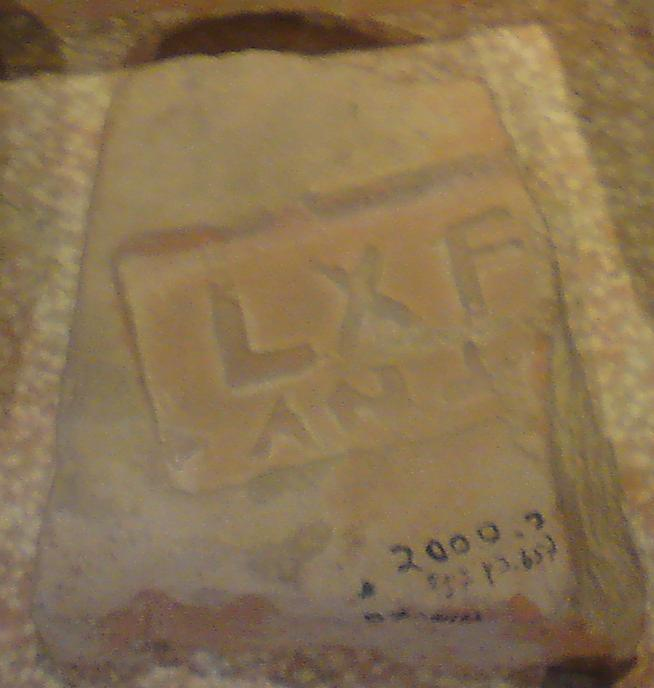
Von der Legio X Fretensis gestempelter Ziegel

## Namen und Embleme der Legion

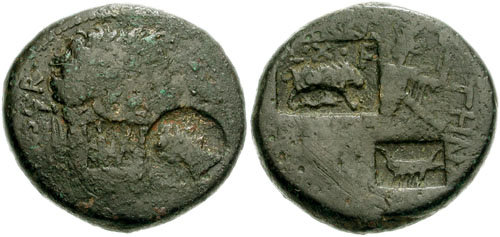
Mit den Symbolen Eber und Delphin gegengestempelte Münze Domitians

Das ursprüngliche Symbol der Fretensis war der Stier, das heilige Tier der Venus, doch kam schon bald ein Schiff, wahrscheinlich zu Ehren der Seeschlacht von Naulochoi am Fretum Siculum (Straße von Messina) hinzu. Nach der Schlacht bei Actium wurde auch ein Delphin als Legionssymbol verwandt. Später trat noch der Eber hinzu. Unter Kaiser Hadrian (117–138) wurde auch der Gott Neptun im Zusammenhang mit der Legion dargestellt.
Als Legio X oder Decimani wurde die Legion von den antiken Geschichtsschreibern wie Tacitus, Flavius Josephus und Cassius Dio bezeichnet. Münzen der Veteranenkolonien Colonia Augusta Aroe Patrae (Patras) und Ptolemais (Akkon) verwandten das Kürzel LEG X, während bei Inschriften meistens auch der Name geschrieben wurde. X, XF, XFR und LXF waren weitere auf Münzen geprägte Kürzel der Legion.
Legio X Fretensis wurde die Legion bereits in augusteischer Zeit (27 v.–14 n. Chr.) genannt. Der Name wurde meistens, insbesondere im Westen des Reiches, ausgeschrieben. Eine geläufige Abkürzung war LEG X FRET, aber auch LEG X FR und in Ziegelstempeln LEG X F oder LXF waren verbreitet. Während der antoninischen Dynastie (138–192) erhielt sie den ehrenden Beinamen Antoniniana und ist inschriftlich als LEG X FR ANTONINIANA belegt. Von Victorinus (269–271) wurde der Legion der Titel PIA FIDELIS (pflichtbewusst und treu), verliehen, der dem Legionsnamen angehängt wurde und auf Münzen überliefert ist.
Unsicherheit besteht, ob LEG X [Fretensis] FELIX, LEG X EQV(estris) , LEG X VENER(ia) und Decumani Fortenses sich auf die X Fretensis beziehen.

## Geschichte der Legion

### Bürgerkriege der Republik
Octavian, später als Augustus bekannt, gab der neu aufgestellten Legion die Nummer Zehn als Reverenz an Gaius Iulius Caesars berühmte Legio X Equestris und übernahm auch den Stier als Emblem.
Die ersten bekannten Einsätze der Legion erfolgten im Rahmen des Bürgerkriegs im August 36 v. Chr. in der Seeschlacht von Mylae und im September in der Seeschlacht von Naulochoi. In beiden Schlachten siegte Octavians Feldherr Marcus Vipsanius Agrippa über die Flotte des Sextus Pompeius. Dadurch verdiente sich die Legion das Cognomen Fretensis. Der Name bezieht sich auf die Tatsache, dass die Schlacht nahe der Straße von Messina (Fretum Siculum) stattfand.
31 v. Chr. kämpfte sie vermutlich in der Schlacht bei Actium gegen Marcus Antonius. Die maßgebliche Teilnahme der Legion an dieser Schlacht ist vermutlich der Grund dafür, dass sie auch einen Delphin als eines ihrer Symbole benutzte. Actium kennzeichnete das Ende des Bürgerkrieges und den Beginn des Prinzipats.

### Julisch-claudische Dynastie
Nach der Schlacht wurde die Legion zunächst in Macedonia stationiert. Dort baute sie bei Amphipolis eine Brücke über den Fluss Strymon. Um 16 v. Chr. kämpfte die Legion gegen Sarmaten, die nach Macedonia eingefallen waren. Veteranen der Legio X Fretensis und Legio XII Fulminata wurden in der um 16 v. Chr. zur Colonia Augusta Aroe Patrae erhobenen Ortschaft Patras angesiedelt. Vermutlich bereits vor dem Jahr 6 v. Chr. wurde die Legion in den Osten, nach Syria verlegt.
Aufgrund der durch Kaiser Augustus angeordneten Amtsenthebung des unfähigen Ethnarchen von Judäa Herodes Archelaos – einem Sohn von Herodes dem Großen – kam es in Judäa zu einem Aufruhr. Zur Niederschlagung dieses Aufruhrs setzte im Jahr 6 n. Chr. der Statthalter von Syria Publius Sulpicius Quirinius die vier syrischen Legionen ein.
Sicher belegt ist die Legion in Syria erst im Jahr 17 n. Chr., als sich Germanicus und Gnaeus Calpurnius Piso in Cyrrhus (Harran), dem Winterlager der X Fretensis trafen. Die Legion, oder zumindest eine Vexillation, zog mit Germanicus gegen die Parther und war zeitweilig in Palmyra stationiert. Nach diesem Feldzug wurde die Legion vermutlich nach Zeugma verlegt.
Claudius (41–54) ließ im Jahr 45 n. Chr. für die Veteranen der vier syrischen Legionen (Legio III Gallica, Legio VI Ferrata, Legio X Fretensis und XII Fulminata) die Colonia Claudii Cæsaris bei Ptolemais (Akkon) anlegen.
Als Gnaeus Domitius Corbulo, der Statthalter der Provinz Asia, im Jahr 55 im Auftrag Kaiser Neros in die Ostprovinzen Truppen zusammenzog um die armenische Frage zu klären, blieb die X Fretensis zunächst in Syria und verteidigte die Euphratgrenze gegen parthische Angriffe. Ab 57 n. Chr. nahm sie am Feldzug gegen den aus dem parthischen Herrscherhaus stammenden armenischen König Trdat I. teil. Artaxata und Tigranocerta wurden erobert, und Tigranes II., der in Rom aufgewachsen und ein gehorsamer Diener der Regierung war, als König von Armenien eingesetzt. Im Jahr 62 folgten die Legionen III Gallica, VI Ferrata und X Fretensis Corbulo an den Euphrat, vermutlich wieder nach Zeugma. Die X Fretensis blieb bis zum Jahr 66 an der Seite des Corbulos und war gemeinsam mit der Legio V Macedonica in Antiochia stationiert.

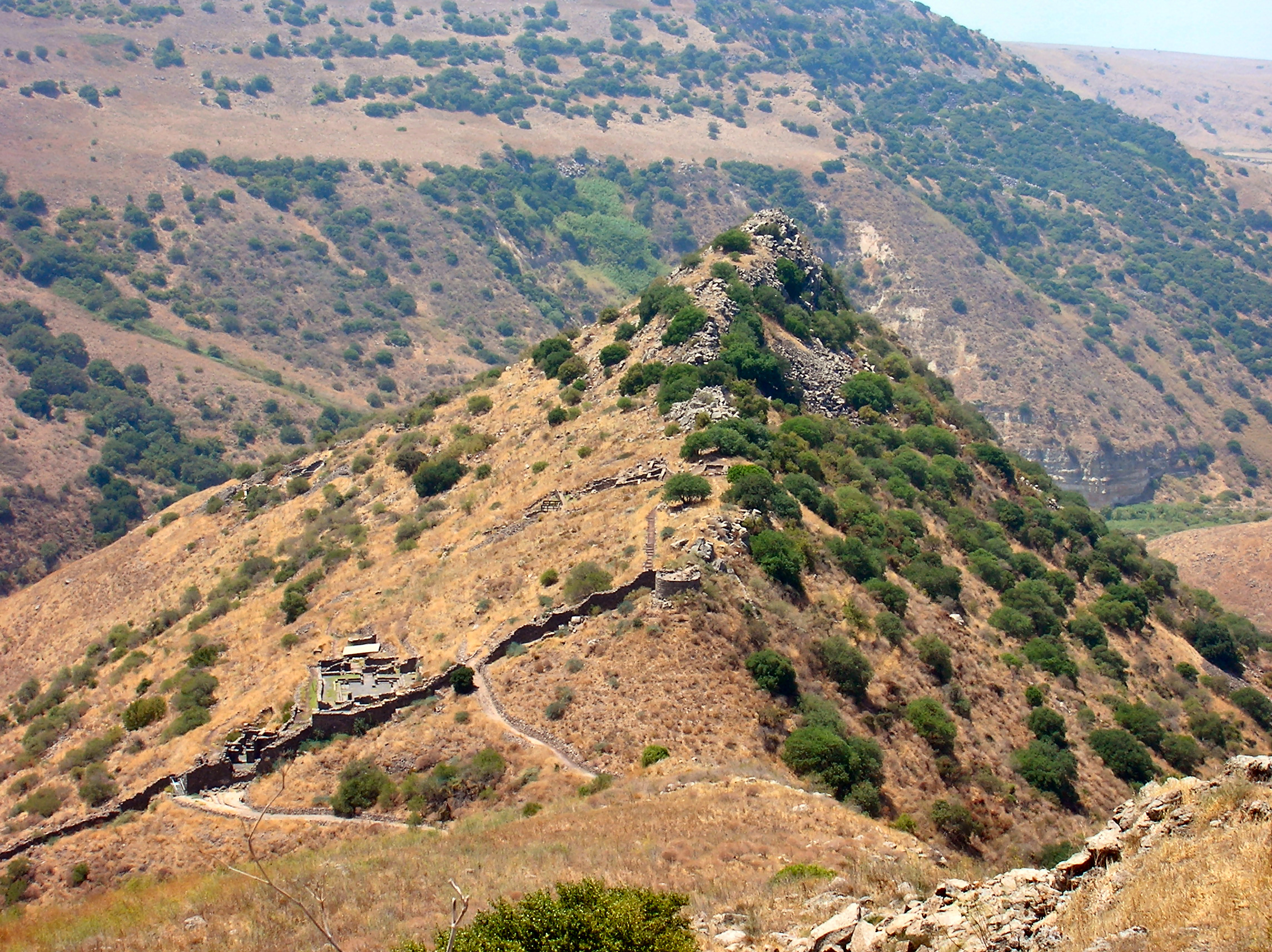
Ruinen der Stadt Gamala, die 68 n. Chr. von der X Fretensis erobert wurde

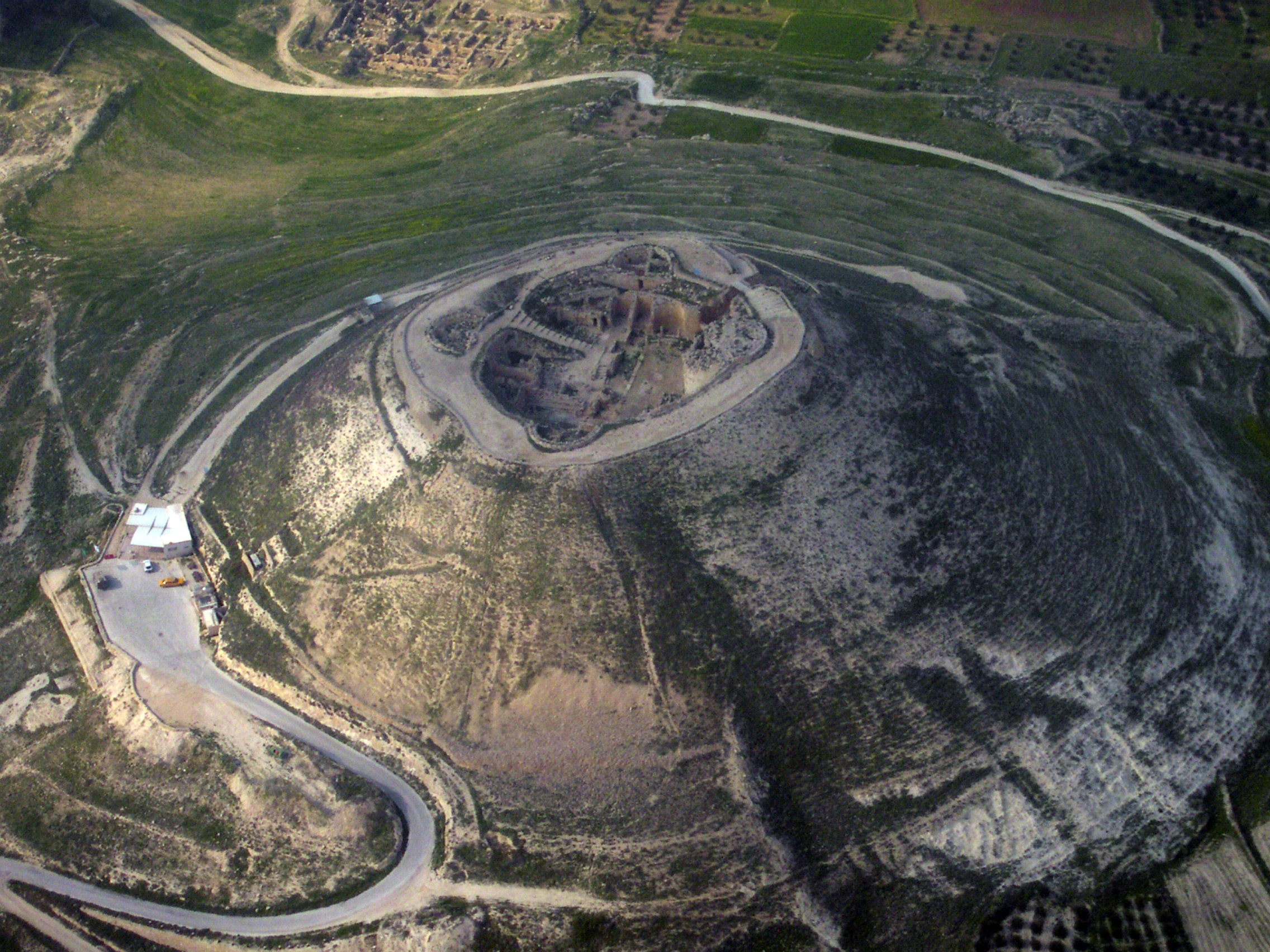
Das Herodium, eine der Festungen, die im Jüdischen Aufstand von der X Fretensis erobert wurden

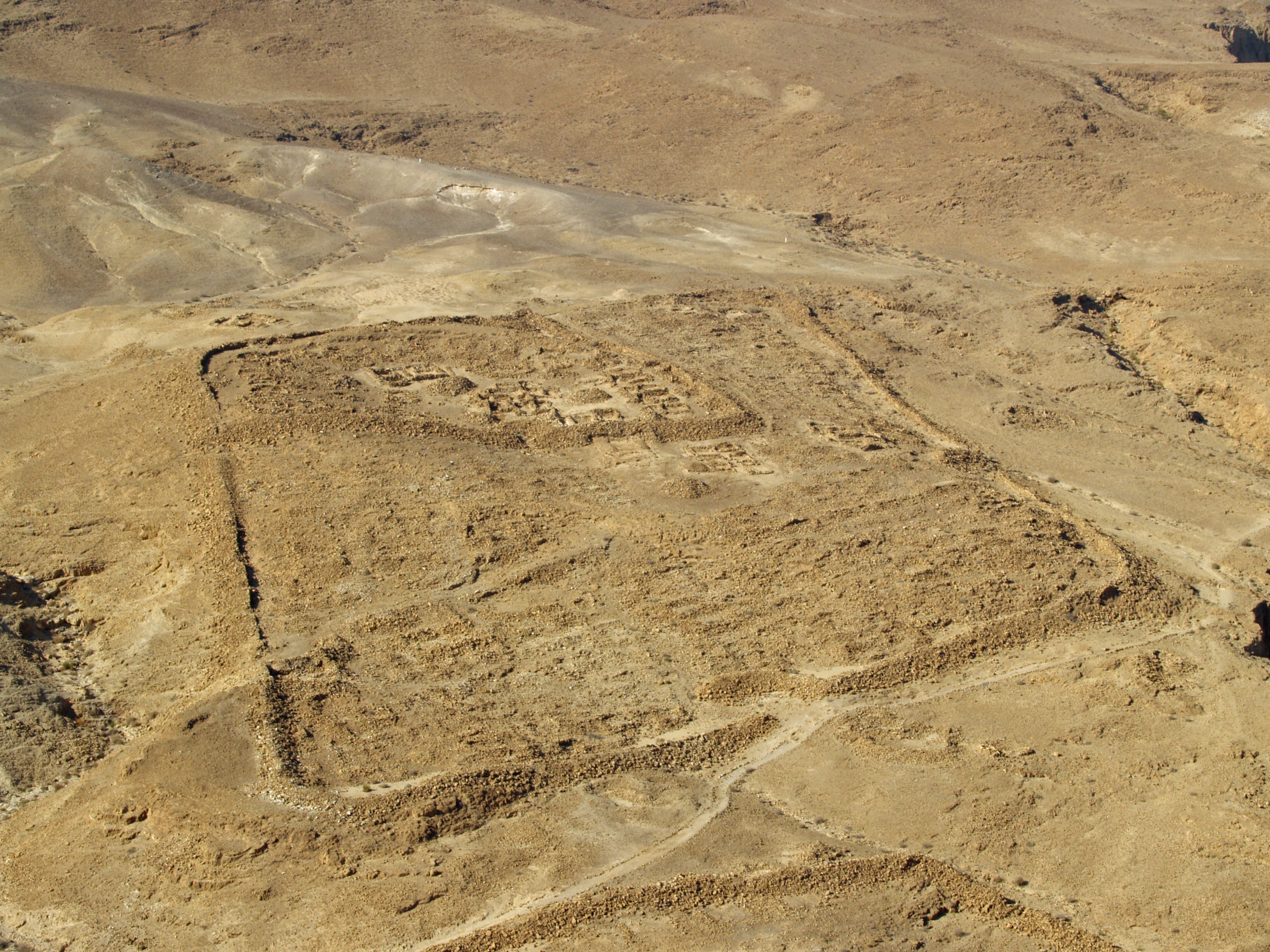
Die Reste des Lagers „F“ der X Fretensis von der Belagerung von Masada

Im Oktober 66 griff Gaius Cestius Gallus, der Statthalter von Syrien, mit der Legio XII Fulminata und einer Vexillation der Legio X Fretensis Jerusalem an, war jedoch gezwungen, die Belagerung abzubrechen und erlitt bei seinem fluchtartigen Rückzug große Verluste. Nach Corbulos Ablösung war die X Fretensis 66–73 n. Chr. unter dem Oberkommando Vespasians maßgeblich am Jüdischen Krieg beteiligt. Vespasian marschierte nach Ptolemais, wo er sein Heer mit Titus’ Legio XV Apollinaris und zahlreichen Auxiliartruppen vereinigte.
Dann wurden die Legionen X Fretensis unter ihrem Legaten Marcus Ulpius Traianus, dem späteren Statthalter von Syrien und Vater des Kaisers Trajan, und V Macedonica 66/67 n. Chr. in die Küstenstadt Caesarea Maritima verlegt. Die X Fretensis nahm 68 an der Belagerung und Einnahme der Städte Tarichaia und Gamala teil und wurde dann nach Scythopolis (Bet Sche’an) verlegt. Das Winterlager wurde in Jericho aufgeschlagen.
Im Sommer des Jahres 68 zerstörte die Fretensis das Kloster von Qumran, in dem vermutlich die Schriftrollen vom Toten Meer entstanden sind.

### Flavische Dynastie
Im Vierkaiserjahr 69 gehörten die iudaeischen Legionen zu den Ersten, die Vespasian als Kaiser anerkannten. Vespasian übernahm in Rom die Macht und sein Sohn Titus setzte den Krieg in Iudaea fort. Ungeachtet dieser Umstände wurden Teile der Legion aber auch beim Bau der Straße von El-Lejjun nach Scythopolis eingesetzt.
70 n. Chr. war der Aufstand in ganz Iudaea, außer in Jerusalem und einigen Festungen wie Masada, niedergeschlagen. In diesem Jahr begann die X Fretensis, zusammen mit V Macedonica, XII Fulminata, und legio XV Apollinaris, die Belagerung von Jerusalem, der Festung des Aufstands. Das Lager der X Fretensis befand sich auf dem Ölberg. Während der Belagerung erwarb sich die Legio X besonderen Ruhm wegen des wirkungsvollen Gebrauchs ihrer verschiedenen Kriegsmaschinen. Ihre ballistae sollen Steine von einem Talent (ungefähr 26 kg) zwei Achtelmeilen (400 m) weit geschleudert und schwere Beschädigungen der Festungswälle verursacht haben. Die Belagerung von Jerusalem dauerte fünf Monate, und die belagerte Bevölkerung litt Hunger. Schließlich führten die kombinierten Angriffe der Legionen zur Einnahme der Stadt Jerusalem. Nach der Einnahme der Stadt Jerusalem wurde die Legio X Fretensis dort garnisoniert. Die anderen Legionen wurden aus Iudaea abgezogen. Zu dieser Zeit war die Legio X damit beauftragt, den Frieden aufrechtzuerhalten, und stand unter dem direkten Befehl des Statthalters der Provinz, der gleichzeitig legatus der Legion war. Erst unter Hadrian (117–138) sollte die Legion wieder einen eigenen Legaten erhalten.
Im Frühling 71 n. Chr. segelte Titus nach Rom. Ein neuer Statthalter, Sextus Lucilius Bassus wurde ernannt, dessen Aufgabe es war, die „Aufräumarbeiten“ in Iudaea durchzuführen. Sofort setzte er die Fretensis gegen die wenigen Festungen ein, die noch Widerstand leisteten. So zerstörte die X Fretensis 71 n. Chr. das Herodium und überquerte dann den Jordan, um die Festung von Machaerus am Ufer des Toten Meeres einzunehmen. Wegen einer Erkrankung konnte Bassus seine Mission nicht zu Ende führen. Lucius Flavius Silva ersetzte ihn und wandte sich im Herbst 72 n. Chr. gegen die letzte jüdische Festung, Masada. Er bot die Legio X, Hilfstruppen und Tausende jüdische Gefangene auf. Eleasar ben Ja’ir war im Jahre 73 n. Chr. der letzte Anführer der jüdischen Verteidiger Sikarier (Gruppe der Zeloten) der Festung Masada. Nachdem seine Aufforderungen zur Kapitulation zurückgewiesen wurden, legte Silva acht Lager an und ließ den Berg mit einer über vier Kilometer langen Mauer umgeben, um die Belagerten von ihrer Umgebung abzuschneiden. Anschließend ließ er an der niedrigeren Westseite der Festung eine noch heute gut erhaltene Belagerungsrampe errichten, die bis an die Mauern der Festung reichte. Über diese Rampe führte die Legion Rammböcke und andere Belagerungsmaschinen an die Festung heran, um die Mauer zum Einsturz zu bringen, was schließlich auch gelang. Kurz vor Einnahme der Festung durch die Römer, hielt Eleasar ben Ja'ir eine Rede, in der er zum Selbstmord aufrief. Als die Römer das Plateau erreichten, fanden sie die Leichen der Besatzung vor.

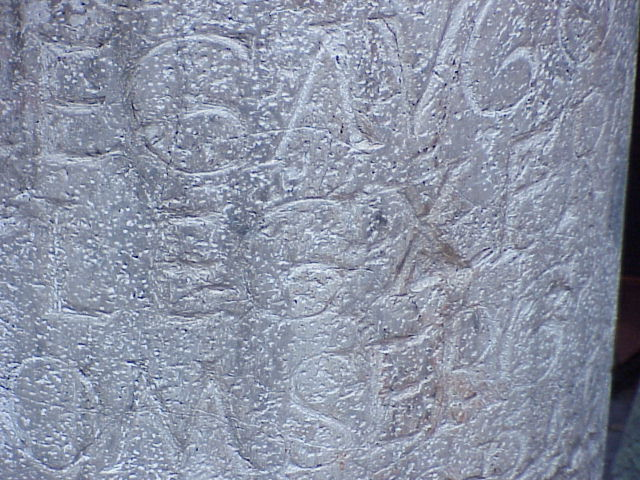
„LEGXF“ eine Inschrift der X Fretensis in Jerusalem

Nach der Niederschlagung des jüdischen Aufstands war Jerusalem Garnisonsstadt der Legio X. Ihr Hauptlager befand sich auf dem westlichen Hügel. Das Lager wurde unter Verwendung von Teilen der Mauern des Palastes Herodes’ des Großen errichtet, den Titus zerstören ließ. Es lag am Ende des cardo maximus der späteren römischen Siedlung Aelia Capitolina (Jerusalem). Zwischen den Jahren 74 und 77 kam es zu einem Konflikt mit den Parthern, der aber vom inzwischen zum Statthalter beförderten Marcus Ulpius Traianus (dem Älteren) siegreich beendet wurde. In den nächsten Jahrzehnten nahm die Legion an keinen größeren militärischen Aktionen teil, sondern sicherte die Region durch Garnisonen in zahlreichen Städten, wie zum Beispiel Caesarea Maritima, Ascalon, Sidon, Samaria-Sebaste, Gadara, Tyros, Dora und Flavia Neapolis. Vespasian gründete Veteranenkolonien in Emmaus Nikopolis und Caesarea Maritima.

### Adoptivkaiser und Antoninische Dynastie

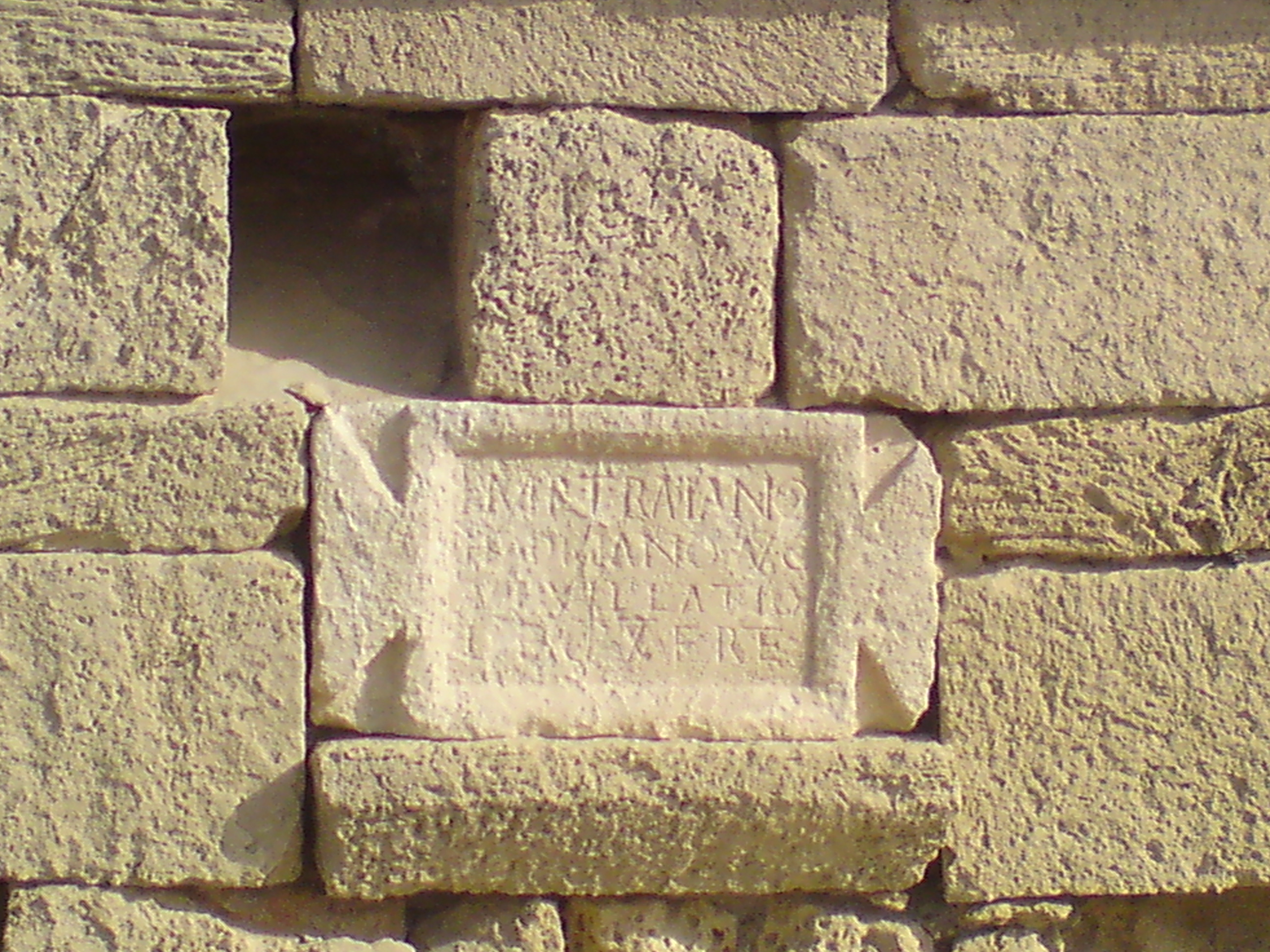
Inschrift der Legio X Fretensis am Aquädukt von Caesarea

Nach der Teilnahme an Trajans Partherfeldzug (114–117) wurde die Fretensis durch die Legio II Traiana fortis in Iudaea verstärkt. Die X Fretensis erhielt nun wieder einen Legaten und unterstand nicht mehr direkt dem Statthalter. Um 125 löste die Legio VI Ferrata die Legio II Traiana fortis in El-Lejjun ab. Unter Kaiser Hadrian waren Vexillationen der X Fretensis, II Traiana, III Cyrenaica und der Legio VI Ferrata mit dem Bau des Aquädukts der Colonia Prima Flavia Augusta Caesariensis bei Caesaraea Maritima beschäftigt. Auch am Bau eines Aquäduktes nach Jerusalem war die X Fretensis beteiligt.
Als Hadrian einen Tempel des Jupiter in Jerusalem errichten ließ, brach der Bar-Kochba-Aufstand (132–135 n. Chr.) aus. Bar Kochba besetzte Jerusalem und fügte den Römern erhebliche Verluste zu. Die Legio X Fretensis war gezwungen Jerusalem zu räumen. Laut Werner Eck verlor die Legion mindestens die Hälfte ihrer Soldaten, vermutlich deshalb, weil sie in kleineren Lagern im Land stationiert waren. Deshalb wurden um 132/133 mehrere tausend Soldaten der Flotte von Misenum in die Legion versetzt, um die Verluste auszugleichen. Der Krieg endete, als die römische Armee – die Fretensis, Truppen von der Donau unter dem Befehl von Sextus Iulius Severus und viele andere Einheiten – Jerusalem zurückeroberte und erfolgreich die letzte jüdische Festung Betar, belagerte.
Umstritten ist, ob die Legion von 162 bis 166 am Partherkrieg des Lucius Verus teilnahm, oder im immer noch unruhigen Iudaea blieb. Eine vexillatio (Detachement) der Fretensis kämpfte im Zweiten Markomannenkrieg (177–180) Mark Aurels und wurde möglicherweise auch in Dacia Porolissensis (Nordostrumänien) eingesetzt.

### Severer und Soldatenkaiser
193 n. Chr. unterstützte die Legion Pescennius Niger im Kampf gegen Septimius Severus und war wahrscheinlich an den lokalen Auseinandersetzungen zwischen Juden und Samaritern beteiligt. Die Beteiligung einer Vexillation an Severus’ Britannienexpedition (208–211) ist ungesichert. Die Legion war noch zu der Zeit von Caracalla oder Elagabal in Jerusalem.
Die Legion scheint im Rahmen der Militärreform des Gallienus (253–268) in eine im Osten verbliebene Grenztruppe (Limitanei) und eine nach Gallien oder Britannien verlegte mobile Comitatenses-Truppe aufgeteilt worden zu sein. Die Comitatenses schlossen sich dem Imperium Galliarum an, dessen Gegenkaiser Victorinus (269–271) zu Ehren der LEG X FRETENSIS PF Goldmünzen prägen ließ. Nach dem Ende des Gallischen Sonderreiches wird der mobile Teil der Legion nicht mehr erwähnt. Vermutlich wurde er aufgelöst oder in andere Einheiten der Feldarmee eingegliedert.

### Spätantike
Die Legion wurde wahrscheinlich während der Reformen Kaiser Diokletians (284–305) nach „Aila“ (Eilat) verlegt.
Nach Ammianus Marcellinus war die Legion Decumani Fortenses im Jahr 359 an der Verteidigung der Stadt Amida gegen den Sasanidenkönig Schapur II. beteiligt und erlitt bei der Erstürmung hohe Verluste. Die Identität der Decumani Fortenses mit der Decimani Fretensis wird von einigen Historikern angenommen, von anderen zumindest für möglich gehalten.
Die Notitia dignitatum berichtet, dass die Legio decima Fretensis unter dem Befehl eines Praefectus im frühen 5. Jahrhundert in Aila dem Dux Palaestinae unterstellt war.

## Inschriften
Teileinheiten (vexillationes) der Fretensis sind auf mehreren Inschriften in Judäa belegt. Eine lateinische Inschrift vom Ende des 2. Jahrhunderts, die sich in der Auferstehungskirche von Abu Gosch 15 km westlich von Jerusalem befindet, dokumentiert die Anwesenheit einer vexillatio der X Fretensis:
VEXILLATIO LEG X FRE
Einige Fragmente, die das Zeichen „L.X.F“ der Legio X Fretensis tragen, werden am Davids-Turm in Jerusalem gezeigt. Ein römisches Gesetz forderte, dass alle Tonwaren den Stempel des Herstellers tragen mussten. Eine große Anzahl von Tonwaren, die die Markierungen der Legio X Fretensis aufwiesen, sind in Jerusalem bei Ausgrabungen gefunden worden.